# ラパチニブ
ラパチニブ（Lapatinib）は上皮成長因子受容体（EGFR）とHer2/neuの双方を阻害する二重チロシンキナーゼ阻害剤であり、HER2過剰発現が確認された手術不能乳癌または再発乳癌に対し使用される、内服の分子標的薬と呼ばれる抗腫瘍薬の一種である。ノバルティス社よりタイケルブの商品名で発売されている。開発コードD08108。(2015年にグラクソ・スミスクライン社よりオンコロジー事業はノバルティス社へ譲渡されたため、販売移管した。)

## 用法
ラパチニブ（タイケルブ250mg錠）1,250mgを1日1回、食事の前後1時間を避けて服用する。投与量は病状や身体の状況によって適宜変更する。
なお、食事（特に脂質の多い食事）の前後1時間以内に服用すると血中濃度が高まり副作用が強くなることが知られている。また1日の服用量（標準であれば5錠）を2回に分けて服用すると同じく血中濃度が高まり副作用が強くなるおそれがある。

## 効果

### 乳癌
アンスラサイクリン系薬剤およびタキサン系薬剤とトラスツズマブの投与歴のある患者に対して、カペシタビンとの併用で用いられるのが標準的である。カペシタビン単独療法を行った患者と比較して、ラパチニブとカペシタビンの併用療法を行った患者では病勢の進行を0.49倍に遅らせることができた。

### 胃癌
2013年に行われた、切除不能胃癌または再発胃癌に対して、従来の化学療法にラパチニブを上乗せした治療の有用性を確認する臨床試験では、ラパチニブを上乗せすることで生存期間を延長する効果は認められなかった。このため、現在は胃癌に対してラパチニブは使用されない。

## 副作用
添付文書の警告欄に、重篤な肝機能障害や、間質性肺炎、肺臓炎などの間質性肺疾患が発生して死亡した例があることが示されている。
重大な副作用とされているものは、肝機能障害（25%）、間質性肺疾患のほか、左室駆出率低下を伴う心不全（8%）、下痢（73%）、QT間隔延長、中毒性表皮壊死融解症（Toxic Epidermal Necrolysis：TEN）、皮膚粘膜眼症候群（Stevens-Johnson症候群）、多形紅斑（1%）である。
代表的なものとして以下のような副作用があるが、他の分子標的薬と同様に様々な治験や臨床試験によってラパチニブは適切に使用すれば十分安全であることが確認されている。比較的よく見られる副作用は、下痢、疲労感、嘔気、食欲不振、皮膚障害（皮疹、手足症候群）などである。比較的稀な副作用には、間質性肺炎、肝機能障害、QT延長症候群などがある。カペシタビンとの併用では可逆的な左心室機能低下が見られることがある。